# Platyceps messanai
Platyceps messanai là một loài rắn trong họ Rắn nước. Loài này được Schätti & Lanza mô tả khoa học đầu tiên năm 1989.